# تشارلز هاردي
تشارلز هاردي (بالإنجليزية: Charles Hardy)‏ هو سياسي أسترالي، ولد في 12 ديسمبر 1898 في واجا واجا في أستراليا، وتوفي في 27 أغسطس 1941 في أستراليا. حزبياً، نشط في الحزب الوطني الأسترالي. وقد انتخب عضو مجلس الشيوخ الأسترالي ‏ عن دائرة نيوساوث ويلز ‏ (1 يوليو 1932 – 30 يونيو 1938).